# Ptiloris victoriae
L'uccello fucile di Victoria (Ptiloris victoriae Gould, 1850) è un uccello passeriforme della famiglia Paradisaeidae.

## Descrizione

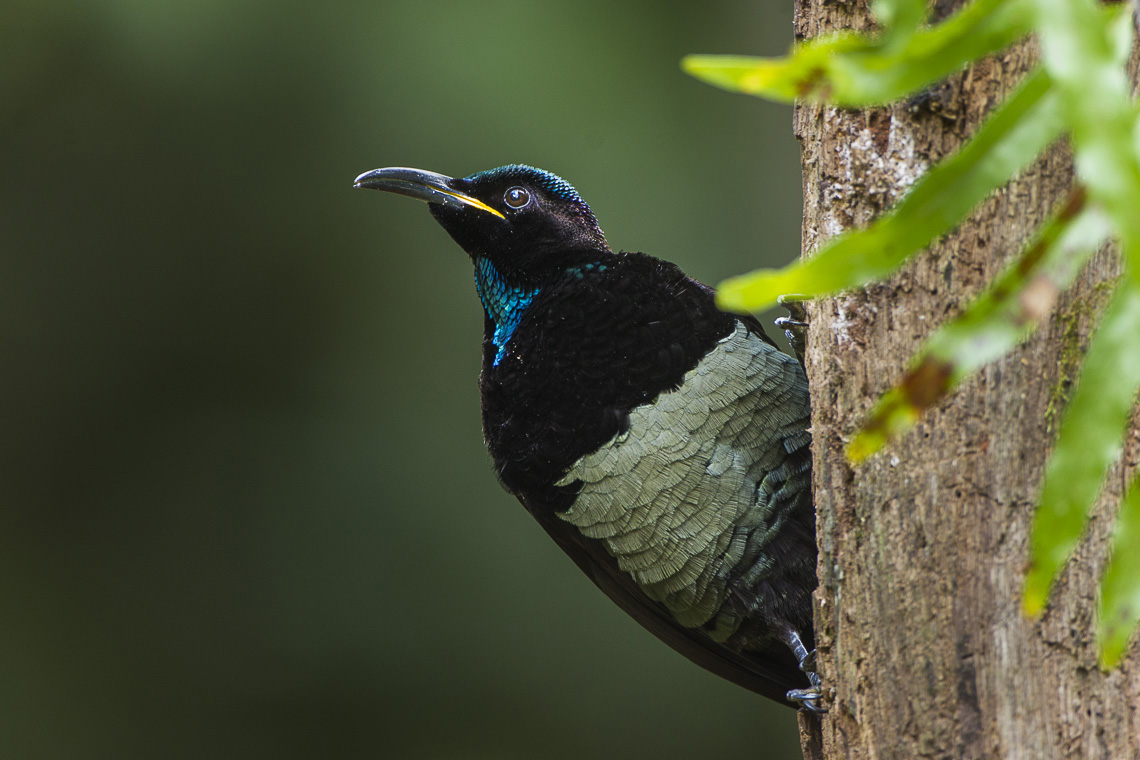
Un maschio.

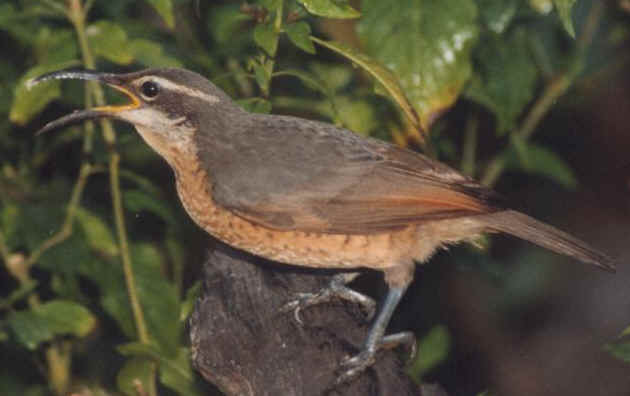
Una femmina.

### Dimensioni
Misura 23-25 cm di lunghezza, per 77-119 g di peso, misure queste che ne fanno l'uccello fucile di minori dimensioni: a parità d'età, i maschi sono lievemente più grossi rispetto alle femmine, sebbene arrivino a pesare anche il doppio.

### Aspetto
L'uccello fucile del paradiso può ricordare a prima vista un merlo dal becco ricurvo o una grossa nettarinia.

Anche in questa specie è presente un netto dicromatismo sessuale: nelle femmine, infatti, dominano i toni del bruno, più scuro sulla testa (quasi nera, con sopracciglio e gola più chiari), tendente al nocciola su dorso, ali e coda e al beige su gola, petto e ventre, dove le singole piume sono orlate di scuro a dare un effetto a scaglie. Nei maschi, invece, il piumaggio è nero sericeo su tutto il corpo, più chiaro sul ventre e con riflessi metallici verdastri proprio sul quest'ultimo e purpurei sul dorso e ai lati della testa: fanno eccezione la gola, il petto, la fronte, il vertice e le penne centrali della coda, che sono di colore verde-azzurro iridescente. In ambedue i sessi il becco e le zampe sono neri (con l'interno della bocca giallo vivido nei maschi), mentre gli occhi sono bruni.

## Distribuzione e habitat
Assieme al congenere uccello fucile del paradiso, l'uccello fucile di Victoria è una delle due specie di uccelli del paradiso endemiche dell'Australia: a dispetto sia del nome comune che del nome scientifico (dedicati alla regina Vittoria), questo uccello non vive nello stato di Victoria ma nell'estremo nord del Queensland, nella zona costiera compresa grossomodo fra Cooktown e Townsville (altopiano di Atherton).
L'habitat di questi uccelli è rappresentato dalla foresta pluviale di pianura e collina, oltre che dalle adiacenti aree di boscaglia fitta a sclerofillo e dalle zone alberate a eucalipti: durante l'inverno, soprattutto i maschi adulti tendono a spostarsi nelle aree umide, come paludi e mangrovieti.

## Biologia
Gli uccelli fucile di Victoria sono diurni e solitari: essi passano la maggior parte del proprio tempo nella canopia alla ricerca di cibo, pronti a nascondersi nel folto della vegetazione (dove a dispetto della colorazione sgargiante risulta difficile avvistarli) al minimo segnale di pericolo.

### Alimentazione
Si nutrono principalmente di frutta (soprattutto capsule) e artropodi, che cerca fra la vegetazione arborea: i maschi mostrano dieta più frugivora, mentre le femmine sono più insettivore, specialmente durante il periodo riproduttivo.

### Riproduzione

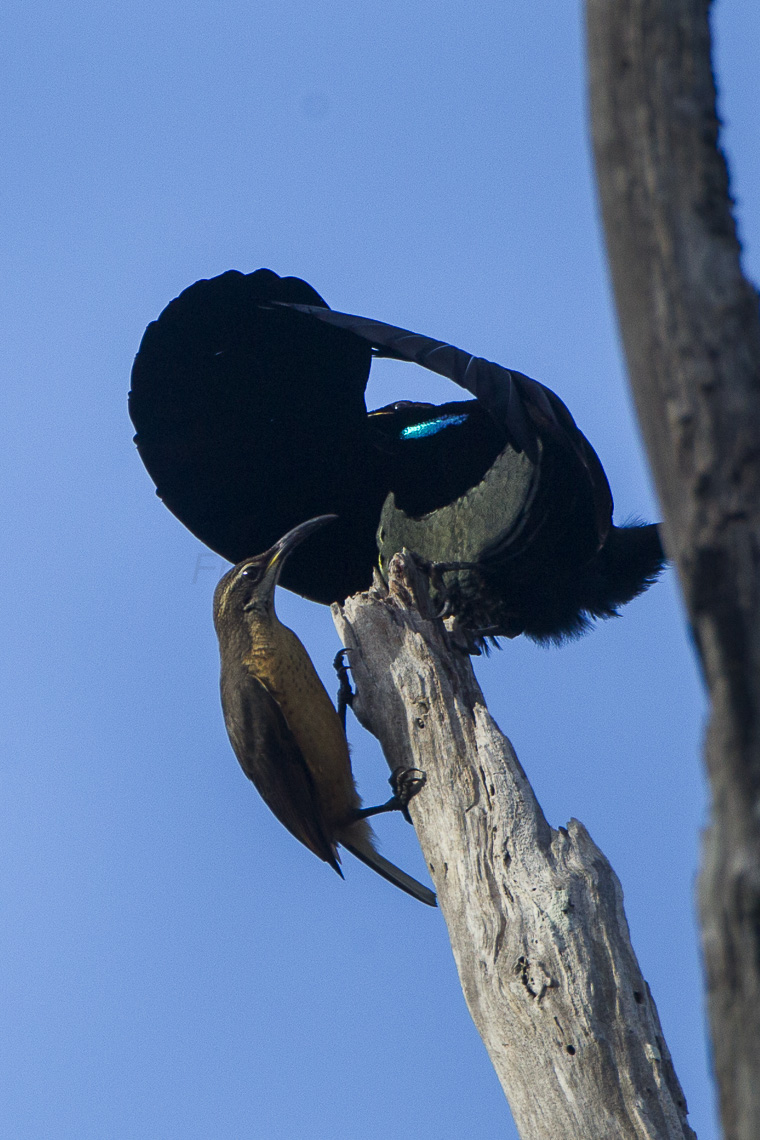
Scena del corteggiamento.

La stagione riproduttiva va da agosto a febbraio: già da giugno, tuttavia, i maschi cominciano a esibirsi già a partire da giugno.

La specie è poligina, coi maschi che si esibiscono in parate atte ad attrarre il maggior numero possibile di femmine con le quali accoppiarsi. A tal fine, essi delimitano un proprio territorio di 0,6 - 2,8 ettari, che vengono difesi da eventuali intrusi dello stesso sesso: all'interno del territorio, i maschi individuano dei posatoi che poi tenderanno a visitare annualmente, caratterizzati da buona visibilità a 360 gradi (solitamente fusti di alberi caduti o pali piantati nel terreno). Su questi posatoi, i maschi attirano le femmine mediante appositi richiami fischiati: al sopraggiungere di una aspirante partner, il maschio innalza le ali arrotondate a formare una mezzaluna e punta il becco verso l'alto, dopodiché dondola la testa da un'ala all'altra, molleggiandosi al contempo sulle zampe davanti alla femmina per impressionarla mettendo in maggior risalto possibile le aree iridescenti ventrali. Dal canto suo, la femmina si sposta sul posatoio attorno al maschio in esibizione per osservarlo da varie angolazioni, con quest'ultimo che cerca di tenere perennemente la zona ventrale rivolta verso di essa e cerca di circondarla con le ali. Al termine dell'esibizione, il maschio è molto vicino alla femmina, la quale può lasciarsi montare oppure allontanarsi per osservare altri maschi: solitamente, le femmine osservano almeno una quindicina di maschi prima di decidere con quale accoppiarsi.
Dopo l'accoppiamento, la femmina è sola ad occuparsi della costruzione del nido, della cova e dell'allevamento della prole, mentre il maschio ritorna ad esibirsi: la specie è infatti poligina.

Il nido viene costruito fra il fogliame di un giovane ramo attorno ai 20 m d'altezza, intrecciando a forma di coppa fibre vegetali: al suo interno, la femmina depone 2-3 uova, che provvede a covare per 18-19 giorni. I pulli vengono nutriti principalmente con piccoli invertebrati e si involano attorno alle due settimane dalla schiusa: essi tendono tuttavia a rimanere nei pressi del nido, venendo sporadicamente imbeccati dalla madre, fino a circa un mese di vita, quando raggiungono di fatto l'indipendenza.